# Гвардієць (фільм)
«Гвардієць» (англ. The Guardsman)— американська комедійна драма режисера Сідні Франкліна 1931 року. Фільм був номінований по двох категоріях премії «Оскар» за найкращу чоловічу та жіночу роль.

## Сюжет
Будучи у Відні одна пара танцюристів, за чиїм танцем незмінно і зачаровано спостерігав увесь світ столиці. Коли вони виходили на сцену, ніхто не смів промовити зайвого звуку, і всі лише стежили за тим, як вони рухаються, немов єдине ціле. Але в їхньому особистому житті — житті молодят — все було зовсім не так радісно. Пристрасть переросла в ревнощі, і між ними почався розлад, а тут ще й як на зло дамі прийшов букет розкішних троянд від російського гвардійця. Чи зможе їх примирити загальна любов до сцени, або ж дует розпадеться назавжди?

## У ролях
- Альфред Лант — актор
- Лінн Фонтенн — актриса
- Роланд Янг — критик
- Зазу Піттс — Лісл
- Мод Еберн — «Мама»
- Герман Бінг — кредитор
- Джеральдін Дворак — театрал
- Майкл Марк — актор
- Ерік Мейн — театрал